# Stoycho Mladenov
Stoycho Dimitrov Mladenov - em búlgaro, Стойчо Димитров Младенов (Sófia, 12 de abril de 1957) é um ex-futebolista e treinador búlgaro.

## Carreira

### Clubes
A sua carreira de futebolista começou por pequenos clubes búlgaros, subindo gradualmente na carreira até atingir o CSKA de Sofia, um dos principais clube do seu país.
Em 1974/75 e 1975/76 representou o FC Dimitrovgrad e nas 3 temporadas seguintes, entre 1976/77 e 1978/79 a formação do FC Beroe Stara Zagora. Na temporada de 1977/78, ao serviço do FC Beroe Stara Zagora, conquistou o troféu de melhor marcador do Campeonato Nacional da Bulgária com 21 tentos.
Às conquistas a nível colectivo, o búlgaro Mladenov foi também individualmente distinguido no seu país com o prémio de Jogador do Ano em 1983. Também a nível individual é destacado frequentemente pelos fervorosos adeptos do CSKA de Sofia como o “Liverpool´s Executor”, quando se recordam a sua exibição e os golos apontados numa celebre eliminatória da Taça dos Campeões Europeus na temporada de 1981/82, quando aquele clube búlgaro eliminou o poderoso Liverpool nos quartos de final.
Depois de um ano em que esteve impedido de jogar pela Federação Búlgara de Futebol, Mladenov chegou finalmente a equipa do CSKA de Sofia na época de 1980/81, clube no qual permaneceu durante 6 temporadas até transferir-se para o futebol português.
Considerado em Portugal um dos melhores estrangeiros a jogar no nosso país, Stoycho Mladenov era um jogador internacional búlgaro, um avançado de inegável qualidade que representou o CF Belenenses, o Vitória de Setubal, no Grupo Desportivo Estoril Praia e o SC Olhanense entre meados da década de 80 e os primeiros anos da década de 90.
Foi eleito como um dos atacantes do "O Onze do Centenário" do time Belenenses, de Portugal.

## Selecção da Bulgária
Pelo popular clube da capital da Bulgária, Mladenov atingiu grande notoriedade no futebol do seu país atingindo a Selecção Nacional. Pela equipa nacional da Bulgária, Mladenov contabilizou 59 internacionalizações, tendo participado numa grande competição mundial como foi o Campeonato do Mundo disputado no México em 1986, onde chegou mesmo a apontar um golo da selecção do seu país naquela competição. 
No CSKA de Sofia conquistou por quatro ocasiões Campeão Nacional na Bulgária, nomeadamente nos anos de 1980, 1981, 1982, 1983, sagrando-se assim tetra-campeão. Aos quatro Campeonatos Nacionais da Bulgária juntou-lhe ainda 2 Taças daquele país, conquistadas nos anos de 1985 e 1986.

## Treinador
Sagra-se campeão pelo CSKA de Sófia, na épóca 2008/2009.